# Súr, Komárom-Esztergom
Súr  este un sat în districtul Kisbér, județul Komárom-Esztergom, Ungaria, având o populație de 1.294 de locuitori (2011). 

## Demografie
Componența etnică a satului Súr
     Maghiari (96,36%)
     Romi (1,04%)
     Necunoscut (0,69%)
     Alții (1,91%)
Componența confesională a satului Súr
     Romano-catolici (41,81%)
     Luterani (20,32%)
     Fără religie (1,93%)
     Reformați (1,62%)
     Necunoscută (34,31%)
     Alte religii (5,8%)
Conform recensământului din 2011, satul Súr avea 1.294 de locuitori. Din punct de vedere etnic, majoritatea locuitorilor (96,36%) erau maghiari, cu o minoritate de romi (1,04%). Apartenența etnică nu este cunoscută în cazul a 0,69% din locuitori. Nu există o religie majoritară, locuitorii fiind romano-catolici (41,81%), luterani (20,32%), persoane fără religie (1,93%) și reformați (1,62%). Pentru 34,31% din locuitori nu este cunoscută apartenența confesională.